# Martin Stokken
Martin Stokken (ur. 16 stycznia 1923 w Snillfjord, zm. 25 marca 1984 w Trondheim) – norweski biegacz narciarski i lekkoatleta, srebrny medalista olimpijski w biegach i brązowy medalista mistrzostw świata w narciarstwie klasycznym. Był reprezentantem klubu Selsbakk IF z Trondheim.

## Kariera
W 1952 roku wziął udział w zimowych igrzyskach olimpijskich w Oslo, gdzie wspólnie z Magnarem Estenstadem, Mikalem Kirkholtem i Hallgeirem Brendennem wywalczył srebrny medal w sztafecie 4 × 10 km. Zajął także szóste miejsce w biegu na 18 km. Cztery lata później, podczas zimowych igrzysk olimpijskich w Cortinie d’Ampezzo wraz z kolegami zajął czwarte miejsce w sztafecie. Jego najlepszym indywidualnym wynikiem było szóste miejsce w biegu na 15 km techniką klasyczną.
Stokken zdobył też brązowy medal w sztafecie 4 × 10 km podczas mistrzostw świata w Lake Placid w 1950 roku razem z Eilertem Dahlem, Kristianem Bjørnem i Henrym Hermansenem. Startował także na mistrzostwach świata w Falun w 1954 roku. Wraz z kolegami z reprezentacji ponownie zajął czwarte miejsce w sztafecie. W swoim jedynym indywidualnym starcie, w biegu na 50 km również zajął czwarte miejsce, przegrywając walkę o brązowy medal z Arvo Viitanenem z Finlandii o 9 sekund. Wygrał także bieg na 50 km podczas Holmenkollen ski festival. Za te wyniki został nagrodzony medal Holmenkollen w 1954 roku.
Martin Stokken oprócz biegów narciarskich uprawiał także biegi długodystansowe. W 1948 roku wystartował na letnich igrzyskach olimpijskich w Londynie. W swoim najlepszym występie, w biegu na 10 000 m zajął czwarte miejsce przegrywając walkę o brązowy medal z Bertilem Albertssonem ze Szwecji o 5 sekund. Cztery lata później, podczas letnich igrzysk w Helsinkach jego najlepszym wynikiem było 10. miejsce również na dystansie 10 000 m.
W 1950 roku wystartował na mistrzostwach Europy w lekkoatletyce w Brukseli. Zajął tam szóste miejsce w biegu na 10 000 m oraz czwarte w biegu na 3000 m z przeszkodami, w którym walkę o brązowy medal przegrał z Erikiem Blomsterem z Finlandii o 4,2 sekundy.
Za sukcesy w biegach i lekkoatletyce Stokken otrzymał nagrodę Egebergs Ærespris w 1949 roku.

## Osiągnięcia w biegach narciarskich

### Zimowe igrzyska olimpijskie
| Miejsce | Dzień       | Rok  | Miejscowość       | Konkurencja             | Czas biegu | Strata | Zwycięzca        |
| ------- | ----------- | ---- | ----------------- | ----------------------- | ---------- | ------ | ---------------- |
| 6.      | 18 lutego   | 1952 | Oslo              | 18 km stylem klasycznym | 1:01:34    | +1:26  | Hallgeir Brenden |
| 2.      | 23 lutego   | 1952 | Oslo              | Sztafeta 4 × 10 km      | 2:20:16    | +2:57  | Finlandia        |
| 15.     | 27 stycznia | 1956 | Cortina d’Ampezzo | 30 km stylem klasycznym | 1:44:06    | +5:32  | Veikko Hakulinen |
| 6.      | 30 stycznia | 1956 | Cortina d’Ampezzo | 15 km stylem klasycznym | 49:39      | +1:06  | Hallgeir Brenden |
| DSQ     | 2 lutego    | 1956 | Cortina d’Ampezzo | 50 km stylem klasycznym | 2:50:27    | -      | Sixten Jernberg  |
| 4.      | 4 lutego    | 1956 | Cortina d’Ampezzo | Sztafeta 4 × 10 km      | 2:15:30    | +5:46  | ZSRR             |

### Mistrzostwa świata
| Miejsce | Dzień     | Rok  | Miejscowość | Konkurencja             | Czas biegu | Strata | Zwycięzca        |
| ------- | --------- | ---- | ----------- | ----------------------- | ---------- | ------ | ---------------- |
| 17.     | 3 lutego  | 1950 | Lake Placid | 18 km stylem klasycznym | 1:06:16    | +2:42  | Karl-Erik Åström |
| 3.      | 5 lutego  | 1950 | Lake Placid | Sztafeta 4 × 10 km      | 2:39:59    | +7:19  | Szwecja          |
| 4.      | 20 lutego | 1954 | Falun       | Sztafeta 4 × 10 km      | 2:16:47    | 4:23   | Finlandia        |
| 4.      | 21 lutego | 1954 | Falun       | 50 km stylem klasycznym | 1:50:25    | +3:51  | Władimir Kuzin   |

## Osiągnięcia w lekkoatletyce

### Letnie igrzyska olimpijskie
| Miejsce | Dzień      | Rok  | Miejscowość | Konkurencja | Czas biegu  | Strata      | Zwycięzca    |
| ------- | ---------- | ---- | ----------- | ----------- | ----------- | ----------- | ------------ |
| 4.      | 30 lipca   | 1948 | Londyn      | 10 000 m    | 29:59.6 min | +59 s       | Emil Zátopek |
| 10.     | 2 sierpnia | 1948 | Londyn      | 5000 m      | 14:17.6 min | ?           | Gaston Reiff |
| 10.     | 20 lipca   | 1952 | Helsinki    | 10 000 m    | 29:17.0 min | +1:05.2 min | Emil Zátopek |
| EL      | 24 lipca   | 1952 | Helsinki    | 5000 m      | 14:06.6 min | -           | Emil Zátopek |

### Mistrzostwa Europy
| Miejsce | Dzień       | Rok  | Miejscowość | Konkurencja           | Czas biegu  | Strata      | Zwycięzca       |
| ------- | ----------- | ---- | ----------- | --------------------- | ----------- | ----------- | --------------- |
| 6.      | 23 sierpnia | 1950 | Bruksela    | 10 000 m              | 29:12.0 min | +1:32.8 min | Emil Zátopek    |
| 4.      | 27 sierpnia | 1950 | Bruksela    | 3000 m z przeszkodami | 9:05.4 min  | +7.6 s      | Jindřich Roudný |